# Igor Vori
Igor Vori, né le 20 septembre 1980 à Zagreb en Yougoslavie (aujourd'hui en Croatie), est un handballeur croate, évoluant au poste de pivot.
En équipe nationale de Croatie, il est notamment champion olympique 2004 et champion du monde 2003, remportant également quatre médailles d'argent et trois médailles de bronze.
En club, il a notamment remporté une Ligue des champions et quinze championnats nationaux.
En juin 2020, il est nommé entraîneur de son ancien club, le RK Zagreb mais il est limogé dès le mois octobre après un début de saison catastrophique.

## Palmarès

### Club
compétitions internationales 
- Vainqueur de la Ligue des champions (1) : 2013
- Finaliste de la Coupe des Coupes en 2005

 compétitions nationales 
- Vainqueur du Championnat de Croatie (10) : 1998, 1999, 2000, 2001, 2004, 2005, 2008, 2009, 2017, 2018
- Vainqueur de la Coupe de Croatie (9) : 1998, 1999, 2000, 2004, 2005, 2008, 2009, 2017, 2018
- Vainqueur du Championnat d'Italie (1) : 2003
- Vainqueur de la Coupe d'Italie (1) : 2003
- Vainqueur du Championnat d'Espagne (1) : 2006
- Vainqueur de la Supercoupe d'Espagne (1) : 2007
- Vainqueur de la Coupe ASOBAL (1) : 2007
- Vainqueur du Championnat d'Allemagne (1) : 2011
- Vainqueur de la Coupe d'Allemagne (1) : 2010
- Vainqueur de la Supercoupe d'Allemagne (2) : 2009, 2010
- Vainqueur du Championnat de France (2) : 2015 et 2016
- Vainqueur de la Coupe de France (2) : 2014 et 2015
- Vainqueur du Trophée des champions (2) : 2014 et 2015

### Sélection nationale
Jeux olympiques
- Médaillé d'or aux Jeux olympiques de 2004 d'Athènes,  Grèce
- 4e place aux Jeux olympiques de 2008 de Pékin,  Chine
- Médaille de bronze aux Jeux olympiques de 2012 de Londres,  Royaume-Uni

Championnats du monde
- Médaillé d'or du Championnat du monde 2003,  Portugal
- Médaillé d'argent du Championnat du monde 2005,  Tunisie
- 5e place au Championnat du monde 2007,  Allemagne
- Médaillé d'argent du Championnat du monde 2009,  Croatie
- 5e place au Championnat du monde 2011,  Suède
- Médaillé de bronze du Championnat du monde 2013,  Espagne
- 6e place au Championnat du monde 2015,  Qatar

Championnats d'Europe
- Médaillé d'argent du Championnat d'Europe 2008,  Norvège
- Médaillé d'argent du Championnat d'Europe 2010,  Autriche
- Médaille de bronze au Championnat d'Europe 2012,  Serbie
- 4e place au Championnat d'Europe 2014,  Danemark
- 5e place au Championnat d'Europe 2018,  Croatie

### Distinctions personnelles
- Élu meilleur défenseur du Championnat d'Europe 2008
- Élu meilleur joueur et meilleur pivot du Championnat du monde 2009
- Élu meilleur pivot du Championnat d'Europe 2010
- Élu meilleur pivot du Championnat d'Allemagne en 2011
- Nommé à l'élection du meilleur handballeur mondial de l'année en 2009
- Élu handballeur croate de l'année en 2009

## Galerie

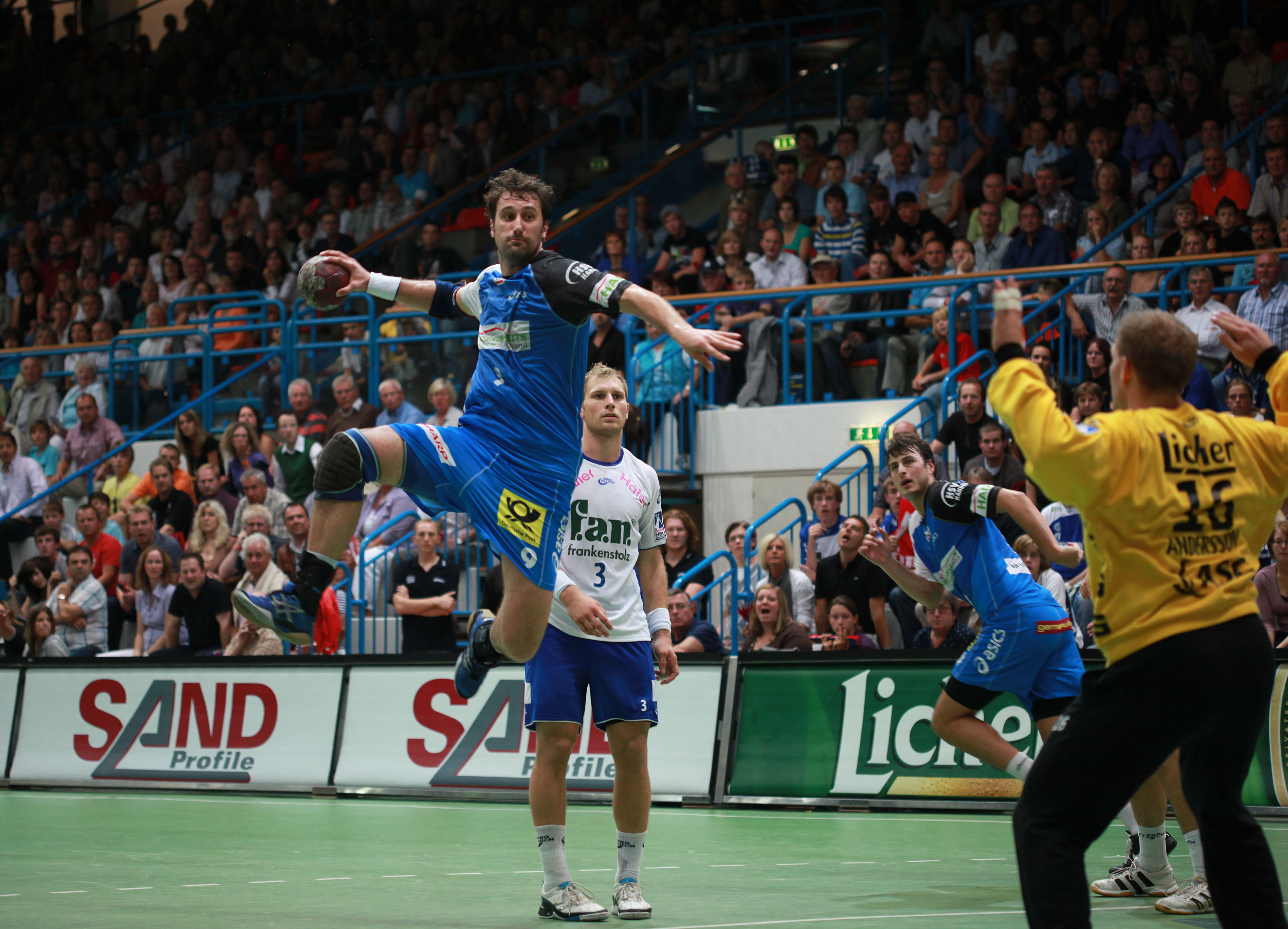
En septembre 2009 avec le HSV Hambourg
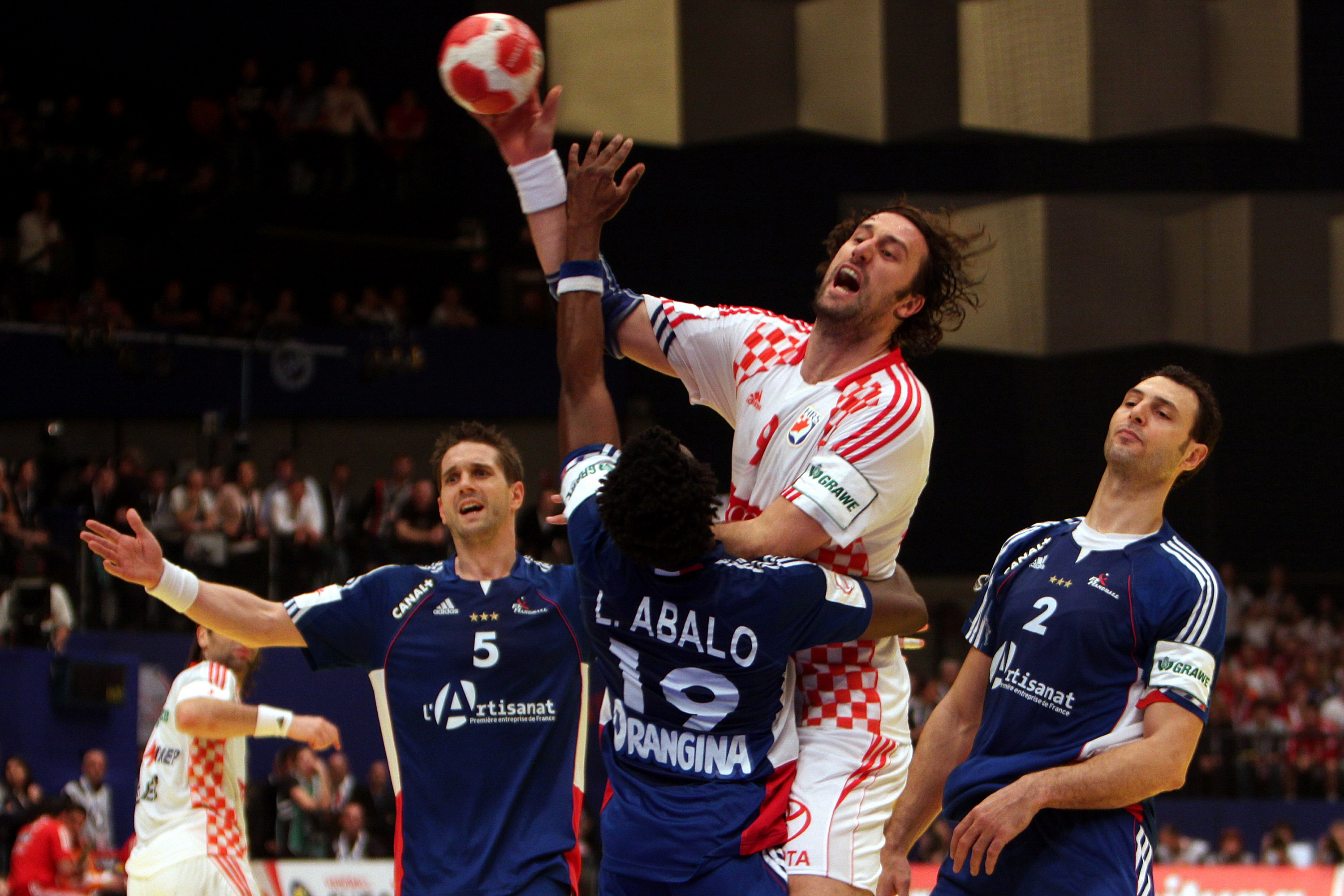
En janvier 2010 avec la Croatie
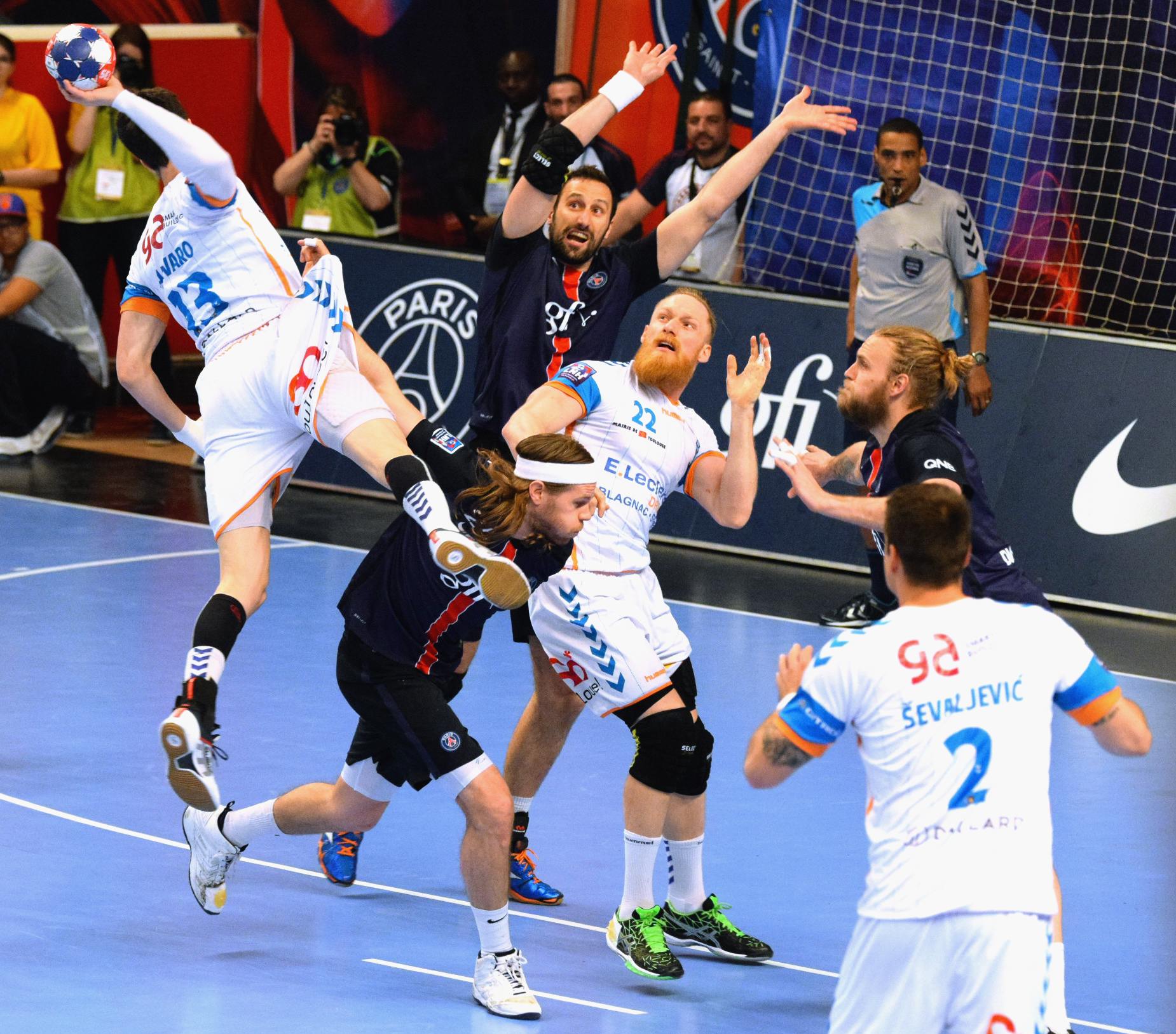
En avril 2016 avec le PSG
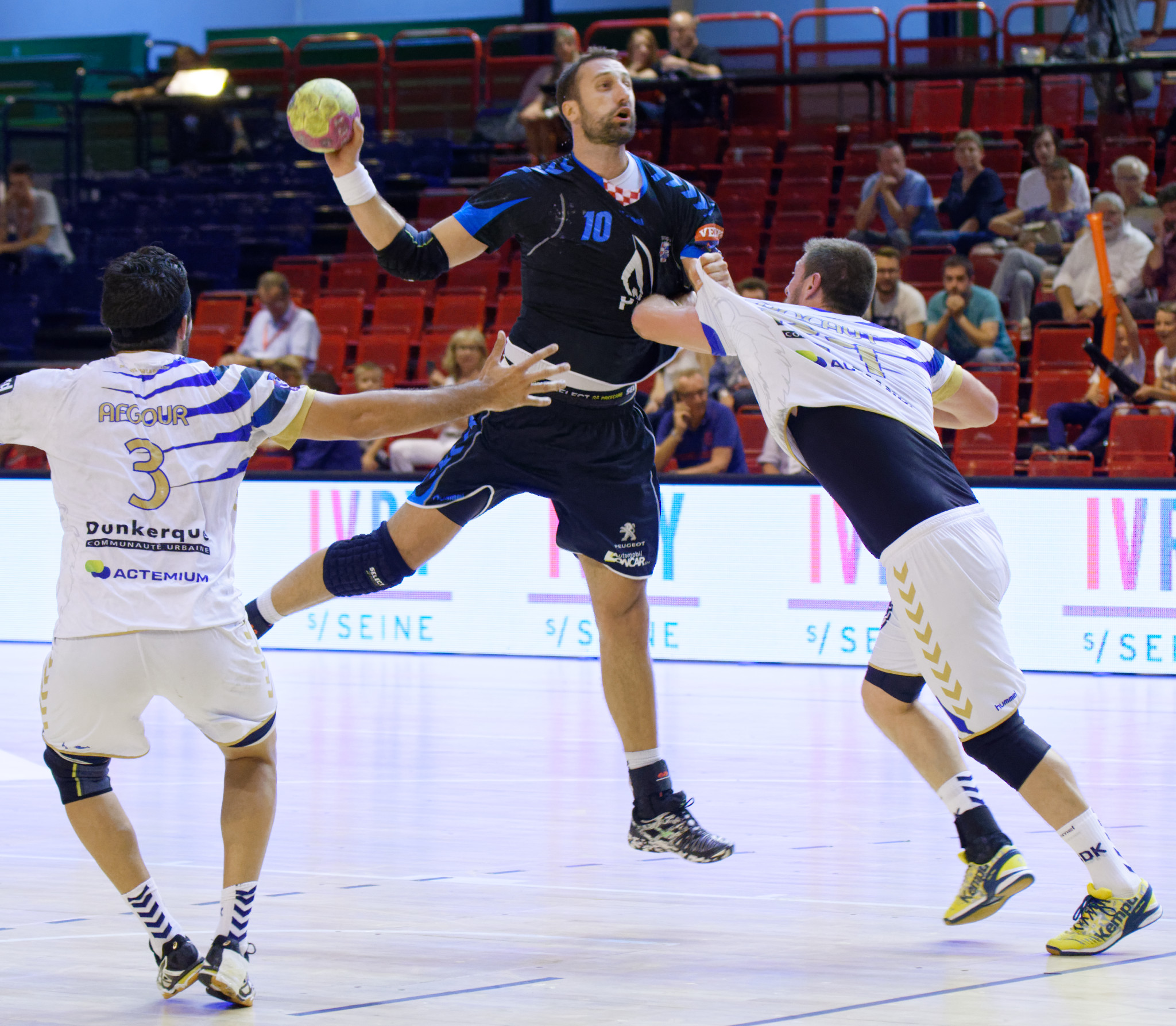
En septembre 2016 avec le PSG